# Fumitake Miura
Fumitake Miura (jap. 三浦 文丈 Miura Fumitake; ur. 12 sierpnia 1970) – japoński piłkarz występujący na pozycji pomocnika.

## Kariera piłkarska
Od 1993 do 2006 roku występował w klubach Yokohama Marinos, Kyoto Purple Sanga, Júbilo Iwata i FC Tokyo.

## Kariera trenerska
Po zakończeniu piłkarskiej kariery pracował jako trener w AC Nagano Parceiro i Albirex Niigata.